# Golos Truda
Golos Truda (en russe Голос Труда, en français La Voix du Travail) était un journal en langue russe de tendance syndicaliste révolutionnaire puis anarchiste.
D'abord mensuel puis hebdomadaire, il est fondé à New York en 1911, par l'Union des travailleurs russes aux États-Unis et au Canada.
Après la révolution de Février 1917 en Russie, sous l'impulsion de Voline et à la suite de l'amnistie des dissidents politiques, la rédaction s'installe à Petrograd. Le journal devient quotidien après la révolution d'Octobre et est l'organe de l’Union pour la propagande anarcho-syndicaliste.

## Historique

### Première époque (New York)

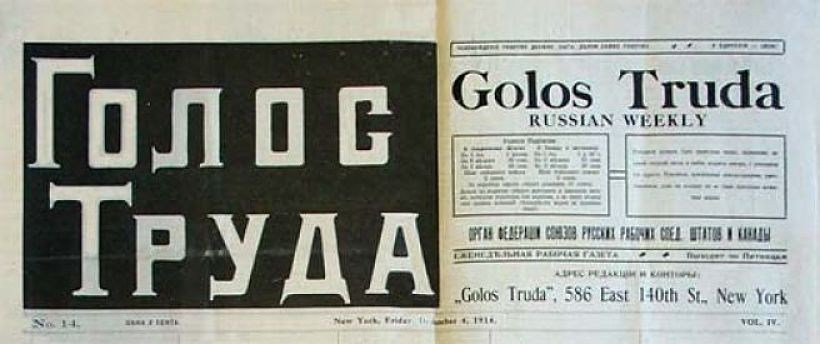
Manchette du n°14 du 4 décembre 1914.

À la suite de la défaite de la Révolution russe de 1905 de nombreux révolutionnaires fuyant l'Empire russe, sont contraints à l'exil, notamment en Amérique du Nord où se constitue une Union des travailleurs russes aux États-Unis et au Canada.
En 1911, l'organisation publie à New York, d'abord sous la forme d'un mensuel, Golos Truda.
Le journal, tout comme le syndicat américain Industrial Workers of the World, défend des positions syndicalistes révolutionnaires et anarcho-syndicalistes inspirées par les thèses du Congrès anarchiste international d'Amsterdam réunit en 1907.

### Deuxième époque (Petrograd)

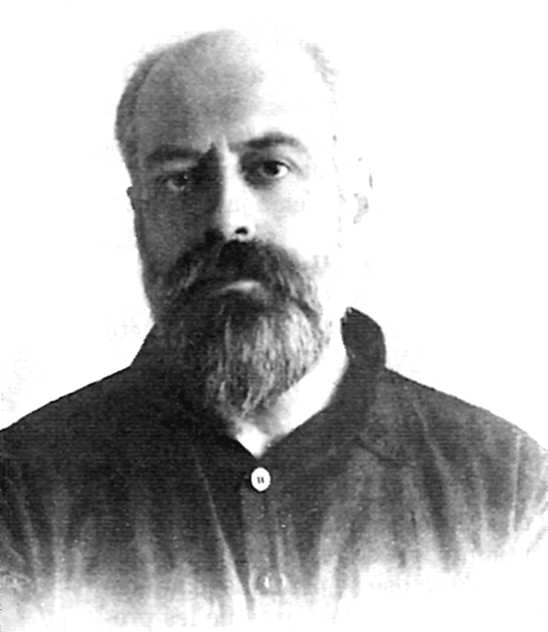
Voline en 1919.

Le 11 août 1917 à Pétrograd (Russie) sort le premier numéro de la deuxième série, édité par l'Union pour la propagande anarcho-syndicaliste. Voline en est le rédacteur en chef.
Interdit par le nouveau pouvoir bolchevik, le journal est saisi en août 1918 par la Tchéka qui arrête nombre de ses militants.
Jusqu'en décembre 1919 et malgré l'interdiction, un groupe Golos Truda continue à publier épisodiquement à Petrograd et Moscou.
Jusqu'en 1922, après la cessation de la publication périodique, le groupe édite, sous forme de livres ou de brochures, des classiques de l'anarchisme dont les œuvres complètes de Bakounine.
Golos Truda est finalement totalement éliminé en 1929 avec l'arrivée de Staline au pouvoir.

## Citation
- Sous la plume de Voline, le journal dénonce après la révolution d’Octobre, le nouveau pouvoir bolchevik en ces termes : « Les bolcheviks, une fois consolidé et légalisé leur pouvoir, en tant que socialistes étatistes qui croient en la direction centralisée et autoritaire, commenceront à diriger la vie du pays et du peuple du sommet. […] Les bolcheviks développeront une autorité politique et un appareil d'État qui écraseront toute opposition avec une poigne de fer. » Il fait valoir l'idée que le slogan « Tout le pouvoir aux soviets » signifie en fait « Tout le pouvoir aux dirigeants du parti »[2].

## Publications
- Marie Goldsmith, (sous le pseudonyme de Maria Korn), Revoliutsionny sindikalizm i Anarkhizm, Petersbourg-Moscou, 1920.
- Nikolaï Konstantinovitch Lebedev, Ėlize Rekliu kak chelovek, uchenyï i myslitel [Élisée Reclus, l’homme, le savant, le penseur], Moscou et Petrograd, 119 p.

## Contributeurs
- Voline
- Grigori Maksimov
- Piotr Archinov
- Marie Goldsmith
- Alexandre Schapiro
- Olga Taratuta
- Efim Yartchouk

## Notices
- L'Éphéméride anarchiste : notice.